# Saint-Étienne-la-Cigogne
Saint-Étienne-la-Cigogne era una comuna francesa situada en el departamento de Deux-Sèvres, de la región de Nueva Aquitania, que el 1 de enero de 2018 pasó a ser una comuna delegada de la comuna nueva de Plaine-d'Argenson al fusionarse con las comunas de Belleville, Boisserolles y Prissé-la-Charrière.

## Demografía
| Gráfica de evolución demográfica de Saint-Étienne-la-Cigogne entre 1800 y 2015 |
|                                                                                |

Los datos demográficos contemplados en este gráfico de la comuna de Saint-Etienne-la-Cigogne se han cogido de 1800 a 1999 de la página francesa EHESS/Cassini, y los demás datos de la página del INSEE.